# Сюй Шаоши
Сюй Шаоши́ (кит. упр. 徐绍史, пиньинь Xú Shàoshǐ, род. в октябре 1951) — председатель Государственного комитета по развитию и реформам КНР (2013—2017), министр земельных и природных ресурсов КНР (2007—2013), член ЦК КПК с 2007 года.
Член КПК с дек. 1974 года, член ЦК КПК 17-18 созывов.

## Биография
По национальности ханец.
Окончил Чанчуньский геологический колледж, где учился в 1977-80 годах.
В 1980—1993 годах работал в Министерстве геологии и минеральных ресурсов, с 1988 года замначальника, с мая по октябрь 1993 года начальник министерской канцелярии.
В 1993—1996 годах учился в Нанькайском университете и в ЦПШ при ЦК КПК.
В 1996—2000 годах начальник секретариата Госсовета КНР.
В 2000—2007 годах заместитель ответсекретаря Госсовета КНР.
С апреля 2007 года по март 2013 года министр земельных и природных ресурсов КНР и парторг министерства.
С марта 2013 года до февраля 2017 председатель Государственного комитета по развитию и реформам КНР. С 2014 года его заместителем являлся Хэ Лифэн, который в 2017 году станет преемником Сюя Шаоши на посту главы Госкомитета.

## Награды
- Орден Пакистана 2 класса (2019)[2]